# Nicola D'Onofrio
Nicola D'Onofrio (24 de março de 1943, Bucchianico - 12 de junho de 1964, Roma), era um jovem seminarista italiano e religioso da Ordem dos Clérigos Regulares Ministros dos Enfermos, denominada Camilianos. A Igreja Católica o reconheceu como exemplo de santidade tornando-o figura religiosa..
Nicola D'Onofrio nasceu em Bucchianico, localidade que viu nascer em 1550 São Camilo de Lellis. Frequentando regularmente o santuário a ele dedicado, a figura deste santo o fascina e aos sete anos descobre a sua vocação religiosa. Ele encontrou a oposição de seus pais, mas finalmente, aos doze anos, entrou na Casa Mãe dos Camilianos em Roma. Em 1961, ele fez votos de pobreza, castidade, obediência e serviço aos pobres e sofredores.
Nicola D'Onofrio é animado por uma grande piedade, e se apóia em uma grande profundidade espiritual, que se percebe em seus escritos. Grande devoto de Santa Teresinha do Menino Jesus, ele aplica ao longo de seus dias a pequena via que ela falava em A História de uma Alma. 
Distingue-se dos irmãos no serviço aos pobres e doentes pela alegria, ternura e fé que põe a trabalhar
 contam as testemunhas.
Em 1962, ele foi diagnosticado com câncer. Em 28 de maio de 1964, ele faz seus votos perpétuos. Ele morreu com 21 anos, em 12 de junho de 1964, exausto pela doença, após um dia de oração incessante.

## Beatificação e canonizaçã0
- - 16 de junho de 2000: introdução da causa na beatificação e canonização
  - 5 de julho de 2013: Papa Francisco dá-lhe o título de venerável.